# فريواي تأمين
ذ م م فريواي للخدمات التأمين الأمريكية أو فريواي تأمين ، هي وكالة تأمين أمريكية لها أكثر من 500 موقع للبيع بالتجزئة في الولايات المتحدة. تبيع الشركة بشكل أساسي تأمينًا غير قياسي على السيارات، وهو مطلوب للسائقين الجدد وذوي المخاطر العالية. يقع المقر الرئيسي للشركة في هنتنغتون بيتش، كاليفورنيا.